# Iranisches Museum für Glas und Keramik

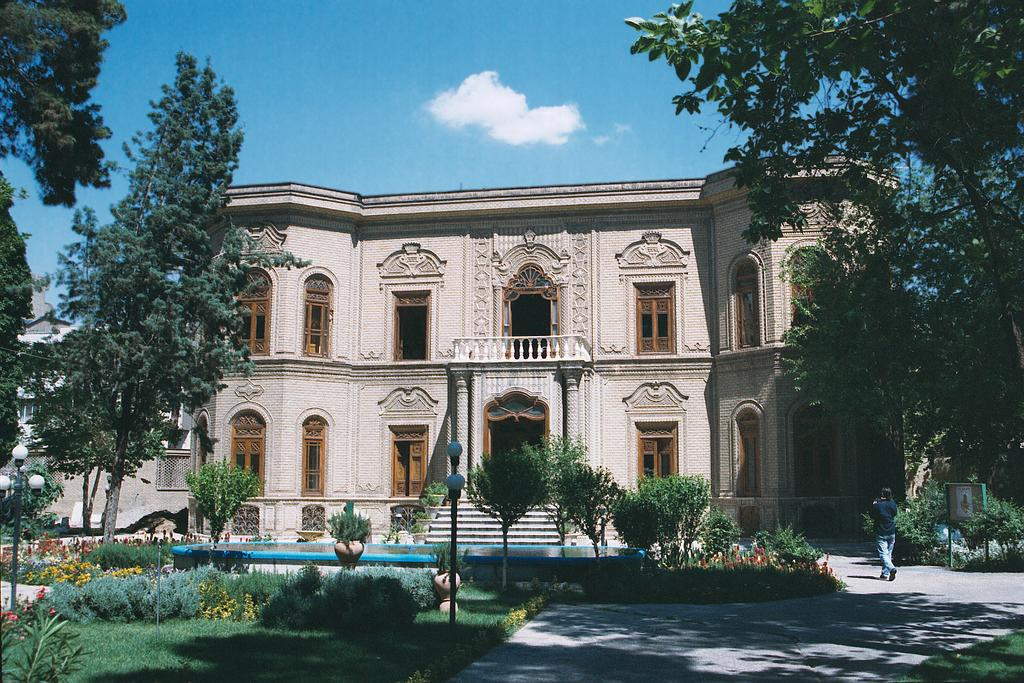
Museum für Glas und Keramik, Teheran

Das Ābgineh Museum oder Iranische Museum für Glas und Keramik ist ein Museum in Teheran. Die Ausstellung ist historisch und thematisch geordnet und in sechs Hallen und zwei Eingangshallen zu sehen.

## Geschichte
Das Anwesen wurde Anfang des 20. Jahrhunderts von Ahmad Qavam (Qavam-al-Saltaneh) in Auftrag gegeben und bis 1953 von Qavam selbst als Büro genutzt. 
Später wechselte das 1040 m² große Gebäude mehrfach den Besitz. Es diente zunächst als Ägyptische Botschaft, wurde danach von der Bank für Kommerz erstanden und 1976 an Farah Pahlavis Büro verkauft, das es in ein Museum umwandelte. 1980 wurde das Museum eröffnet und 1998 in die Liste des Nationalerbes aufgenommen.

## Ausstellung
Zu den Ausstellungsstücken gehören seltene Lehmtöpfe aus dem 4. Jtd. v. Chr. bis zur heutigen Zeit sowie Glasarbeiten vom 1. Jtd. v. Chr. bis heute. Europäische Glasarbeiten aus dem 18. und 19. Jahrhundert sind ebenfalls zu sehen.